# Johannes Classen (Physiker)
Johannes Wilhelm Classen (* 12. Februar 1864 in Rostock; † 7. Dezember 1928 in Hamburg) war ein deutscher Physiker.

## Leben und Wirken
Johannes Classen war ein Sohn des Augenarztes August Classen. Der Theologe Walter Classen war sein älterer Bruder. 1873 zog er nach Hamburg, wo er 1883 an der Gelehrtenschule des Johanneums die Reifeprüfung bestand. Kindheit und Jugend waren geprägt vom christlichen Glauben der Familie, den deutschen Klassikern und der Philosophie Immanuel Kants, die die Eltern besonders hervorhoben. Bleibenden Einfluss auf ihn hatte auch der Konfirmationsunterricht bei seinem lutherischen Pfarrer Hermann Spörri.
Nach der Reifeprüfung studierte Classen Physik und Mathematik an der Universität Breslau und der Universität Jena. In seiner Promotionsschrift zum Dr. phil. beschäftigte er sich 1889  mit der spezifischen Wärme flüssigen Schwefels. Zu dieser Zeit galt er als sehr guter Sportler: er gehörte als Vorturner der ersten Riege der Hamburger Turnerschaft von 1816 an und nahm am Deutschen Turnfest der Deutschen Turnerschaft 1889 in München teil, bei dem er die Musterriege am Barren leitete.
1887 erhielt Classen eine Stelle als Wissenschaftlicher Assistent am Physikalischen Staatslaboratorium in Hamburg. Als Gründer des elektrischen Prüfungsamtes übernahm er 1902 den Posten des ersten Vorstehers und erhielt ein Jahr später einen Professorentitel. Von 1902 bis 1916 lehrte er Physik am Allgemeinen Vorlesungswesen der Oberschulbehörde. Dabei behandelte er unter anderem die Natur des Lichts. 1924 ging er aufgrund gesundheitlicher Probleme in den Ruhestand. Zwei Jahre später erhielt er einen Ruf als Wissenschaftlicher Rat. Außerdem verfasste er Lehrbücher, die hauptsächlich mathematische Optik und die Theorien der Elektrizität und des Magnetismus erklärten.
Neben den Tätigkeiten als Wissenschaftler engagierte sich Classen in der Kirche. 1922 trat er in den Vorstand der Kirchengemeinde von St. Lukas in Fuhlsbüttel ein und fungierte ab 1927 als dessen Vorsitzender. Er gehörte der Synode der Evangelisch-lutherischen Kirche im Hamburgischen Staat und ab 1922 deren neukirchlicher Fraktion an. Außerdem wirkte er als stellvertretendes Mitglied im Kirchlichen Disziplinarhof. Er vertrat die gesamte Hamburger Landeskirche bei den Deutschen Evangelischen Kirchentagen, die 1924 in Bethel und 1927 in Königsberg stattfanden.
Classen legte auch außerhalb seiner beruflichen Tätigkeiten Wert darauf, Christentum, Kirche und Naturwissenschaften miteinander zu verbinden. Er hielt eine Rede vor der Hamburger Ortsgruppe des Deutschen Monistenbundes, in der er den Monismus kritisierte. Außerdem sprach er im Hamburger Protestantenverein. Sein dortiger Vortrag über Erkenntnisse aus den Naturwissenschaften und den Glauben an Gott wurde breit wahrgenommen und abgedruckt.